# Carl Constantin Christian Haberle
Carl Constantin Christian Haberle (Érfurt, 11 de febrero de 1764 o 1764-Pest, 1 de junio de 1832 o 1832) fue un naturalista, farmacéutico, botánico, mineralista, y meteorólogo austríaco.

## Vida y carrera
Estudió filosofía y derecho en las universidades de Erfurt y de Mainz. Después de trabajar algunos años como profesor, continuó sus estudios en las universidades de Erlangen y Freiberg. En 1817 era el director de Botánica en la Universidad de Pest y en 1818 fue nombrado para la cátedra; además, fue director del jardín botánico.
Descubrió el género de plantas que lleva su epónimo en las montañas Ródope, en Bulgaria.
También trabajó en los campos de la meteorología y la mineralogía (nombró la aluminita).
En 1832,  en una pequeña casa en el patio de la biblioteca de la universidad (al lado del Monasterio de los Monjes Franciscanos), lo asaltó un ladrón, matándolo.

## Algunas obras
- karl konstantin Haberle. 1796 Meine Gedanken über Erziehung, als Entwurf zu einer musterhaften Erziehungsanstalt (Mis pensamientos sobre la educación, como un patrón de diseño para una institución educativa ejemplar)
- -----------------------------. 1804. Beobachtungen über die Gestalt der Grund- und Keimkrystalle des schörlartigen Berils und dessen übrige oryctorgnostische und geognostische Verhältnisse (Observaciones acerca de la forma de las aguas subterráneas y mineralógicas de Berils y otros geognósticos, y condiciones)
- -----------------------------. 1805. Beiträge zu einer allgemeinen Einleitung in das Studium der Mineralogie (Aportes para una introducción general al estudio de la mineralogía). Weimar
- -----------------------------. 1805. Beschreibung einer Sammlung von Crystallmodellen (Descripción de una colección de modelos de cristales). Weimar
- -----------------------------, a.j.g.c. Batsch. 1805. Pflanzenreich (Reino Vegetal). Parte 2 de los comentarios correctivas y adiciones, con una introducción al estudio de la historia natural en general. Ed. Landes-Industrie-Comptoir, 90 pp.
- -----------------------------. 1806. Charakterisirende Darstellung der gemeinnützigsten, so wie der am öftersten vorkommenden Mineralien...(Caracterización de representantes minerales, así como los minerales más frecuentes). Weimar
- -----------------------------. 1806. Das Gewächsreich (El reino vegetal)
- -----------------------------. 1806. Das Mineralreich (El reino mineral), en dos volúmenes, 1, 1806; 2, 1897
- -----------------------------. 1806. Beobachtungen über das Entstehen der Sphaeria lagenaria Pers., so wie des Merulius destruens Pers...(Observaciones sobre la aparición de Sphaeria lagenaria Pers., como el Merulius destruens Pers...) Erfurt
- -----------------------------. 1810. Meteorologisches Jahrbuch zur Beförderung gründlicher Kenntnisse von allem, was auf Witterung und Lufterscheinungen Einfluss hat. Weimar, 1810-12 (Anuario meteorológico para conocimiento profundo de todo lo que tiene un impacto en el clima y los fenómenos atmosféricos. Weimar, 1810-1812). 3ª parte Meteorologisches Jahrbuch
- -----------------------------. 1811. Meteorologisches Tagebuch für das Jahr 1810 u. 1811 (Diario meteorológico para 1810 y 1811). Weimar
- -----------------------------. 1811. Meteorologische Hefte für Beobachtung und Untersuchung zur Begründung der Witterungslehre. Weimar, 1810-1812. Tres folletos
- -----------------------------. 1811. Ueber Witterungsbeurtheilung und -erspähung; oder, ausführliche Uebersicht dessen, was bisher zur wissenschaftlichen Begründung der Meteorologie geschahe, und noch dafür zu thun ist (Visión en profundidad de la fundamentación científica de la meteorología)
- -----------------------------, johann konstantin Schuster. 1825. De stipae noxa
- -----------------------------. 1830. Succincta rei herbariae Hungaricae et Transsilvanicae historia. Ed. Typis REgiae Universitatis Hungaricae, 66 pp. en línea

## Eponimia
Géneros
- (Asteraceae) Haberlea Pohl ex Baker[4]
- (Gesneriaceae) Haberlea Friv.[5]